# كيلر كوالسكي
كيلر كوالسكي (بالبولندية: Władysław Kowalski)‏ هو مصارع محترف بولندي وكندي، ولد في 13 أغسطس 1926 في وندسور في كندا، وتوفي في 30 أغسطس 2008 في إيفرت في الولايات المتحدة بسبب نوبة قلبية.

## وصلات خارجية
- كيلر كوالسكي على موقع دبليو دبليو إي (الإنجليزية)
- كيلر كوالسكي على موقع WrestlingData.com (الإنجليزية)
- كيلر كوالسكي على موقع CageMatch worker (الإنجليزية)
- كيلر كوالسكي على موقع قاعدة بيانات المصارعة على الإنترنت (الإنجليزية)
- كيلر كوالسكي على موقع عالم المصارعة على الإنترنت (الإنجليزية)

- كيلر كوالسكي على موقع IMDb (الإنجليزية)
- كيلر كوالسكي على موقع إن إن دي بي (الإنجليزية)
- كيلر كوالسكي على موقع قاعدة بيانات الفيلم (الإنجليزية)